# Nokia 7500
Il Nokia 7500 Prism è un telefono cellulare prodotto dall'azienda finlandese Nokia e messo in commercio nel 2007.

## Caratteristiche
- Dimensioni: 109 x 44 x 14 mm
- Massa: 83 g
- Risoluzione display: 240 x 320 pixel a 262 144 colori
- Durata batteria in conversazione: 3 ore
- Durata batteria in standby: 192 ore (8 giorni)
- Memoria: 30 MB espandibile con MicroSD
- Fotocamera: 2.0 megapixel
- Bluetooth